# Chiclana Club de Fútbol
El Chiclana Club de Fútbol es un equipo de fútbol español con sede en Chiclana de la Frontera, España, fundado en 1948 y que en la temporada 2024-25 juega en el Grupo I de la División de Honor Andaluza. Tiene su sede y juega como local en el campo municipal de deportes, con capacidad para 4000 espectadores. En la temporada 2023-24, temporada de su 75 aniversario, consiguió el hito histórico de clasificar por primera vez en su historia a la Copa del Rey, donde se enfrentó al Villarreal Club de Fútbol. En la temporada 2023-2024 se volvieron a clasificar en Copa del Rey, donde se enfrentó al Club Atlético Osasuna. 
Actualmente es campeón de la copa de Andalucía Sénior.

## Temporadas
El Chiclana ha jugado la mayoría de sus temporadas tanto en Tercera División como en Primera Andaluza. Ha jugado tres rondas previa de la Copa del Rey.Clasificadose dos años seguidos en las temporadas 2023/2024 y 2024/2025. 
| Temporada   | División                   | Posición | Copa del Rey  |
| ----------- | -------------------------- | -------- | ------------- |
| desde 57-58 | Regional Preferente        | —        |               |
| hasta 62-63 | Regional Preferente        | —        |               |
| 1963-64     | 3.ª                        | 10.º     |               |
| 1964-65     | 3.ª                        | 15.º     |               |
| 1965-66     | 3.ª                        | 16.º     |               |
| desde 66-67 | Regional Preferente        | —        |               |
| hasta 82-83 | Regional Preferente        | —        |               |
| 1983-84     | 3.ª                        | 16.º     |               |
| 1984-85     | 3.ª                        | 17.º     |               |
| 1985-86     | 3.ª                        | 18.º     |               |
| 1986-87     | Regional Preferente        | —        |               |
| 1987-88     | Regional Preferente        | —        |               |
| 1988-89     | 3.ª                        | 10.º     |               |
| 1989-90     | 3.ª                        | 12.º     |               |
| 1990-91     | 3.ª                        | 8.º      |               |
| 1991-92     | 3.ª                        | 15.º     |               |
| 1992-93     | 3.ª                        | 20.º     |               |
| 1993-94     | Regional Preferente        | —        |               |
| 1994-95     | 3.ª                        | 3.º      |               |
| 1995-96     | 3.ª                        | 4.º      |               |
| 1996-97     | 3.ª                        | 18.º     |               |
| 1997-98     | 3.ª                        | 7.º      |               |
| 1998-99     | 3.ª                        | 7.º      |               |
| 1999-00     | 3.ª                        | 17.º     |               |
| 2000-01     | 3.ª                        | 18.º     |               |
| 2001-02     | Primera División Andaluza  | —        |               |
| 2002-03     | Primera División Andaluza  | —        |               |
| 2003-04     | 3.ª                        | 10.º     |               |
| 2004-05     | 3.ª                        | 11.º     |               |
| 2005-06     | 3.ª                        | 11.º     |               |
| 2006-07     | 3.ª                        | 20.º     |               |
| 2007-08     | Primera División Andaluza  | 2.º      |               |
| 2008-09     | 3.ª                        | 18.º     |               |
| 2009-10     | Primera División Andaluza  | 7.º      |               |
| 2010-11     | Primera División Andaluza  | 4.º      |               |
| 2011-12     | Primera División Andaluza  | 5.º      |               |
| 2012-13     | Primera División Andaluza  | 14.º     |               |
| 2013-14     | Primera División Andaluza  | 6.º      |               |
| 2014-15     | Primera División Andaluza  | 4.º      |               |
| 2015-16     | Primera División Andaluza  | 7.º      |               |
| 2016-17     | División de Honor Andaluza | 15.º     |               |
| 2017-18     | Primera División Andaluza  | 6.º      |               |
| 2018-19     | Primera División Andaluza  | 1.º      |               |
| 2019-20     | División de Honor Andaluza | 5.º      |               |
| 2020-21     | División de Honor Andaluza | 3.º      |               |
| 2021-22     | División de Honor Andaluza | 11.º     |               |
| 2022-23     | División de Honor Andaluza | 4.º      |               |
| 2023-24     | División de Honor Andaluza | 4.º      | Primera ronda |
| 2024-25     | División de Honor Andaluza | 1.º      | Primera ronda |
| 2025-26     | Tercera Federación         |          |               |

## Datos del Club
- Temporadas en 1.ª: 0
- Temporadas en 2.ª: 0
- Temporadas en 1ªRFEF: 0
- Temporadas en 2ªRFEF: 0
- Temporadas en 3ª RFEF:1
- Temporadas en 3.ª: 23 [Actual 3ªRFEF]
- Temporadas en Regional: 23

## Trofeo
Cada verano el equipo juego su Trofeo dedicado al vino moscatel.

## Palmarés
- Copa de Andalucía de fútbol sénior (1): 2024

## Jugadores ilustres
- Moisés Arteaga
- Javi Muñoz
- José Miguel Caballero
- Rafael van der Vaart